# Laurence Dorr
Laurence Joseph Dorr (1953) is een Amerikaanse botanicus.
In 1976 haalde hij zijn B.A. in de aardwetenschappen en de planetologie aan de Washington University. In 1980 haalde hij zijn M.A. in de plantkunde aan de University of North Carolina at Chapel Hill. In 1983 haalde hij een Ph.D. aan de University of Texas at Austin met het proefschrift The Systematics and Evolution of the Genus Callirhoe (Malvaceae). Van 1983 tot 1986 werkte hij voor de Missouri Botanical Garden in Madagaskar. In 1987 gaf hij les in de biologie aan de University of Texas at Austin. Van 1988 tot 1991 werkte hij voor de New York Botanical Garden in de Andes in Venezuela, Ecuador en Bolivia.
Vanaf 1991 is Dorr werkzaam bij de afdeling plantkunde van het National Museum of Natural History (Smithsonian Institution). Hij houdt zich bezig met onderzoek naar de systematiek van de orde Malvales en dan vooral tropische taxa die voorheen werden ingedeeld in Sterculiaceae en Tiliaceae. Daarnaast onderzoekt hij de systematiek van de heidefamilie (Ericaceae), waarbij hij zich vooral richt op tropische taxa uit Afrika en Madagaskar. Hij onderzoekt de flora van de noordelijke Andes, waarbij hij voorbereidingen treft voor een handboek over de vaatplanten van het Parque Nacional Guaramacal in Venezuela. Andere onderzoeksonderwerpen betreffen de floristiek van de orde Malvales en de heidefamilie in de neotropen en de paleotropen, de geschiedenis van de botanische exploraties van Madagaskar en nabijgelegen eilanden in de Indische Oceaan, en de negentiende-eeuwse natuurlijke historie in de Verenigde Staten.
Dorr is betrokken bij de projecten Flora Mesoamericana, Flora of North America en Flora of China. Hij is (mede)auteur van artikelen in tijdschriften als Adansonia, Annals of the Missouri Botanical Garden, Brittonia, Novon en Taxon. Hij is de (mede)auteur van meer dan negentig botanische namen. Hij is auteur van het boek Plant Collectors in Madagascar and the Comoro Islands (Kew Publishing, 1997). Het boek Taxonomic Literature: a Selective Guide to Botanical Publications and Collections with Dates, Commentaries and Types, 2nd edition, waarvan Dorr een van de auteurs is, is door de Council on Botanical and Horticultural Libraries (CBHL) bekroond met een eervolle vermelding.
Dorr is betrokken bij de Organization for Flora Neotropica en is lid van de American Society of Plant Taxonomists en de International Association for Plant Taxonomy. Hij vertegenwoordigt de American Society of Plant Taxonomists en het National Museum of Natural History bij de American Institute of Biological Sciences.